# Кисел ейл
Киселия ейл (на английски: Sour Ale) е стил бира, която се характеризира с кисел и тръпчив вкус. Тя е включена като категория 17 в Сертификационната програма на бирените съдии (BJCP) 2004 г. Киселите ейлове са традиционни за Белгия и Германия, но през последните десетилетия са изключително популярни и в САЩ, където се варят от множество пивоварни.

## Видове кисел ейл
Киселите ейлове оформят следните подстилове:

### Фландърски червен ейл(Flanders Red Ale)
Фландърският червен ейл е белгийски кисел ейл. Произхожда от Западна Фландрия, типичен образец е бирата на пивоварната „Rodenbach“. Бирата отлежава до две години в дъбови бъчви. Често се практикува смесване на отлежала с по-млада бира. Този ейл е известен и като „белгийско бургундско“, тъй като наподобява червено вино. Червеният цвят се дължи на малца и продължителното отлежаване. Фландърският червен ейл има богат плодов вкус и аромат на черни череши, портокали, сливи и червен касис, с нотки на ванилия и/или шоколад. Прави се от виенски и мюнхенски малц и малко количество специален малц съдържащ до 20 % царевица или други зърнени култури. Обикновено се използва континентален или британски хмел. Дрождените култури Saccharomyces, Lactobacillus и Brettanomyces, както и оцетнокисели батктерии участват във ферментацията и постигането на окончателния вкус. Алкохолното съдържание е 5 – 5,5 %. Типични търговски марки от този вид са: Rodenbach Klassiek, Rodenbach Grand Cru, Bellegems Bruin, Duchesse de Bourgogne, New Belgium La Folie, Petrus Oud Bruin, Southampton Publick House Flanders Red Ale, Verhaege Vichtenaar.

### Фландърски кафяв ейл(Flanders Brown Ale/Oud Bruin)
Фландърският кафяв ейл е белгийски кисел ейл. Произхожда от Източна Фландрия, типичен образец е бирата на пивоварната „Liefman“. Отличава се с продължително отлежаване, но не в дъбови бъчви, и смесване на отлежали и по млади партиди. Цветът е червенокафяв до кафяв. Вкусът е малцов с плодова привкус и нотки на карамел. Ароматът е богат и плодов с нотки на стафиди, сушени сини сливи, смокини, фурми, черни череши и сини сливи. Прави се от пилзенски малц и малко количество черен или препечен малц. Обикновено се използва континентален или британски хмел. Дрождените култури Saccharomyces и Lactobacillus, както и оцетнокисели бактерии участват във ферментацията и постигането на окончателния вкус. Алкохолното съдържание е 4 – 8 %. Типични търговски марки от този вид са: Liefman's Goudenband, Liefman's Odnar, Liefman's Oud Bruin, Ichtegem Old Brown.

### Чист (несмесен) ламбик(Straight (Unblended) Lambic)
Ламбик е белгийска бира, тип ейл, която се прави в района на Брюксел чрез спонтанна ферментация с диви дрожди, които виреят само там. Ферментацията протича в бъчви, които са използвани за отлежаване на вино. Това е бира от една партида, без последващо смесване. Обикновено се пие отлежала около 6 месеца. На цвят е бледожълта до тъмнозлатиста. В процеса на отлежаването бирата потъмнява. Бирата е газирана. Младите ламбици имат кисел вкус, който при отлежалите добива плодов привкус на ябълка, грейпфрут и мед. Хмелната горчивина е слаба или напълно отсъства. Има мек дъбов и/или цитрусов аромат. Алкохолното съдържание е 5 – 6,5 %. Типични търговски марки от този вид са: Cantillon Grand Cru Bruocsella, Boon, De Cam, Cantillon, Drei Fonteinen, Lindemans и Girardin.

### Гьоз(Gueuze)
Гьоз традиционно се произвежда чрез смесване на 1, 2 и 3 – годишни ламбици. Цветът е златист. Вкусът е плодов, с нюанси на мед, ванилия и дъб. Няма хмелна горчивина. Ароматът е мек, плодов, с нюанси на цитруси и мед. Алкохолното съдържание е 5 – 8 %. Типични търговски марки са: Boon Oude Gueuze, Boon Oude Gueuze Marriage Parfait, De Cam Gueuze, De Cam / Drei Fonteinen Millennium Gueuze, Drei Fonteinen Oud Gueuze, Cantillon Gueuze, Hanssens Gueuze, Lindemans Gueuze Cuvee Rene, Girardin Gueuze (Black Label), Mort Subite (нефилтриран) Gueuze, Oud Beersel Oude Gueuze;

### Плодов ламбик(Fruit Lambic)
Ламбиците на плодова основа най-често се правят, както и гезе, чрез смесване на 1, 2 и 3 – годишни ламбици. Плодовете се добавят по средата на отлежаването и дрождите извличат всички захари от плодовете. Плодовете могат да бъдат добавени в некупажиран ламбик. Най-разпространените видове плодови ламбици са крик (kriek, вишни), фрамбоаз (framboise, малина) и дрювенламбик (от грозде мускат). Видът на плодовете обикновено определя цвета на ламбика. Бирата е газирана. Доминира вкуса и аромата на добавените плодове. При младата бира плодовият вкус е подчертан, който в процеса на отлежаване отслабва. Усеща се мек ванилен и/или дъбов привкус. Хмелна горчивина липсва. Плодовите ламбици не са подходящи за дълго отлежаване. Алкохолното съдържание е 5 – 7 %. Типични търговски марки са: Boon Framboise Marriage Parfait, Boon Kriek Marriage Parfait, Boon Oude Kriek, Cantillon Fou Fonne (кайсия), Cantillon Kriek, Cantillon Lou Pepe Kriek, Cantillon Lou Pepe Framboise, Cantillon Rose de Gambrinus, Cantillon St. Lamvinus (мерло), Cantillon Vigneronne (мускат), De Cam Oude Kriek, Drie Fonteinen Kriek, Girardin Kriek, Hanssens Oude Kriek, Oud Beersel Kriek.

### Фаро(Faro)
В миналото фаро е подсладена бира с ниско съдържание на алкохол, направени от смес от ламбик и много по-лека, прясно сварена бира (наречена meertsbier, която не било задължително да бъде ламбик), към която добавяли кафява захар (понякога карамел, меласа или билки). Захарта се добавяла преди сервиране и бирата не е имала възможност да ферментира допълнително. Използването на лека бира (или дори вода) и на нестандартен ламбик в обща смес водело да получаването на евтина, лека и сладка бира за ежедневна употреба. Съвременните Фаро бири все още се характеризират с използването на кафява захар и ламбик (но не само светъл), но използването на meertsbier е изчезнало, поради което на тях вече не се гледа като на евтини или само светли бири. Съвременната Фаро е бутилирана, подсладена и пастьоризирана, за да се предотврати повторната ферментация в бутилката, с алкохолно съдържание: 4 – 5,5 %. Типични търговски марки са: Cantillon, Boon, Lindemans, Mort Subite.

### Берлинер Вайс(Berliner Weiße)
Берлинер Вайс, известна и като „берлинска бяла бира“ е традиционна германска регионална бира, която се прави само в Берлин, Германия. Берлинер Вайсе е кисел, тръпчив, плодов и освежаващ пшеничен ейл. Бирата се прави от около 25 – 30 % светъл пшеничен малц, а останалата част е ечемичен малц – тъмен в миналото и светъл пилзенски в наши дни. Резултатът е бира със светъл сламен до тъмножълтеникав цвят. Прозрачността варира от прозирна до мътна. При изливане образува голяма плътна бяла пяна. Бирата е силно газирана и шумяща. Алкохолното съдържание е 2,8 – 3,6 %. Типични търговски марки са: Schultheiss Berliner Weisse, Berliner Kindl Weisse, 1809 Berliner Style Weisse и Freigeist Abraxxxas.

### Лайпцигер Гозе(Leipziger Gose)
Лайпцигер Гозе е традиционна германска регионална бира с повече от 1000-годишна история, която се прави само в района на Лайпциг, Германия. Гозе е кисел ейл, направен от пшеничен и ечемичен малц и подправен с кориандър и хмел. Отличава се с мек, пикантен аромат на кориандър. Вкусът е леко кисел, с комплексни нотки на банан, зелена ябълка, сушени кайсии и кориандър. Цветът варира от тъмно блед до светложълт. Алкохолното съдържание е 4 – 5 %. Типични търговски марки са: Bayerischer Bahnhof Original Leipziger Gose, Döllnitzer Ritterguts Gose, Altenauer Gose, Braustelle Kölner Gose и Goslarer Gose Dunkel.